# Pedro Emanuel
Pedro Emanuel dos Santos Martins Silva (* 11. Februar 1975 in Luanda, Angola) ist ein ehemaliger portugiesischer Fußballspieler und heutiger Fußballtrainer. Er spielte als Verteidiger unter anderem beim FC Porto und bei Boavista Porto.

## Karriere

### Im Verein
Er begann seine Karriere in der Zweiten Portugiesischen Liga, in der er in drei Jahren für genauso viele verschiedene Vereine spielte. Im Jahre 1996 wurden die Offiziellen von Boavista Porto auf ihn aufmerksam und verpflichteten ihn. In seiner Zeit bei Boavista gelang ihm der historische Sieg der portugiesischen Liga in der Saison 2000/01, die bis dato einzige Meisterschaft von Boavista.
Zu Beginn der Saison 2002/03 stand er vor einem Wechsel zu Benfica Lissabon, jedoch entschied er sich zum Ligakonkurrenten FC Porto zu wechseln, der zu dieser Zeit von José Mourinho trainiert wurde. In seiner ersten Saison in Porto gewann er auf Anhieb die portugiesische Meisterschaft sowie den portugiesischen Pokal und den UEFA-Pokal. Im Jahr darauf gewann er außerdem noch die UEFA Champions League mit einem 3:0 über den AS Monaco in der Arena Auf Schalke in Gelsenkirchen.
Durch den Sieg in der Champions League stand Emanuel auch im Finale des Weltpokals, wo er den entscheidenden Elfmeter gegen Once Caldas schoss. Da es sich um die letzte Ausspielung des Weltpokals handelte, berührte Pedro Emanuel, als letzter Spieler, den letzten Ball des Wettbewerbes.
In der Saison 2005/06 wurde Emanuel zum Kapitän des FC Portos ernannt, da der damalige Trainer Co Adriaanse keinen Torwart (Vítor Baía) als Kapitän haben wollte und Jorge Costa nicht zu seiner ersten Wahl gehörte. Die folgende Saison verpasste er aufgrund einer schweren Verletzung. In der Saison 2007/08 bestritt Pedro Emanuel wieder 19 Meisterschaftsspiele und errang seinen fünften Meistertitel. Seine aktive Fußballerkarriere beendete Emanuel am Ende der Saison 2008/09, nach nur fünf Einsätzen, aber mit seiner sechsten Meisterschaft.

### In der Nationalmannschaft
Außer vier Länderspielen für die U21-Nationalmannschaft Portugals hat Pedro Emanuel keine A-Länderspiele für Portugal bestritten.
Da Pedro Emanuel in Luanda geboren wurde, versuchten die Offiziellen von Angolas Fußballverband, Pedro Emanuel davon zu überzeugen, für die angolanische Nationalmannschaft zu spielen, nachdem sich Angola für die Fußball-Weltmeisterschaft 2006 qualifiziert hatte. Dieser hat das Angebot sogar akzeptiert, jedoch ließ die FIFA es nicht zu, da er schon für Portugals U-21 gespielt hatte.

### Als Trainer
Nach Beendigung der aktiven Karriere wurde Pedro Emanuel Chef Coach von der U-17 Mannschaft des FC Portos, mit dem er auf Anhieb die Meisterschaft gewann. Im Juli 2010 wurde Emanuel Assistenztrainer von André Villas-Boas in der ersten Mannschaft.
Zur Saison 2011/12 wurde Emanuel Trainer von Académica de Coimbra. Trotz einer durchwachsenen Saison in der Liga, schaffte er mit Académica den Einzug ins Pokalfinale, welches mit 1:0 gegen Sporting Lissabon gewonnen wurde. 2013 wurde er Trainer beim FC Arouca. Die Mannschaft hatte gerade den Aufstieg in die Primeira Liga geschafft. Im Mai 2015, nach der Saison 2014/15, hörte er als Trainer auf, da er zu Apollon Limassol nach Zypern wechselte.

## Erfolge

### Als Spieler
Boavista Porto
- Portugiesischer Meister: 2000/01
- Portugiesischer Fußballpokal: 1996/97

FC Porto
- Weltpokal: 2004
- UEFA Champions League: 2003/04
- UEFA-Pokal: 2002/03
- Portugiesischer Meister (5): 2002/03, 2003/04, 2005/06, 2007/08, 2008/09
- Portugiesischer Fußballpokalsieger (3): 2002/03, 2005/06, 2008/09
- Portugiesischer Fußball-Supercup: 2003

### Als Trainer
Académica de Coimbra
- Portugiesischer Fußballpokal: 2011/12

## Trivia
- Pedro Emanuel besitzt einen Universitätsabschluss in Landwirtschaft.